# Alexandre Barbié du Bocage
Pour les articles homonymes, voir Barbié du Bocage, Barbié et Bocage (homonymie).
Alexandre François Barbié du Bocage est un avocat et géographe français, né le 14 septembre 1798 à Paris et mort le 25 février 1835 à Pau.

## Biographie
Second fils de Jean-Denis Barbié du Bocage (1760-1825), il entre, après ses études au collège Louis-le-Grand et dans la première promotion de l'École royale des chartes en 1821, comme surnuméraire (stagiaire) au ministère des affaires étrangères où son père, célèbre géographe de l'époque, avait fondé le dépôt géographique, tout en poursuivant des études de droit.
Il devient avocat à la Cour royale de Paris le 26 août 1822, débutant aux côtés d'Antoine-Louis-Marie Hennequin (1786-1840), l'un des plus célèbres avocats de la Restauration. Sa santé fragile le contraint toutefois à délaisser le barreau (tout en restant inscrit au Tableau des avocats jusqu'en 1834) pour reprendre ses études qu'il couronnera d'une thèse de littérature sur Hérodote en 1826.
Membre actif de la Société de géographie, il fut titulaire de la seule chaire de géographie ancienne et moderne existant alors à l'Université (Faculté des lettres de l'académie de Paris) où il succéda, en 1825, à son père décédé, tandis que son frère aîné, Guillaume Barbié du Bocage (1793-1843) était, sur les mêmes traces dynastiques, géographe du ministère des affaires étrangères. Il a fait paraître en 1826 le premier article de fond paru sur Cuba dans le Bulletin de la Société de Géographie, dont il devint le secrétaire général en 1832 jusqu'à sa mort prématurée en 1835 à Pau, où, sans doute tuberculeux, il était allé se soigner. Il était également secrétaire de la Société royale des antiquaires.
Il fut, entre autres, l'auteur d'un Traité de géographie générale en 2 volumes dans la collection Bibliothèque Populaire (1832) et de la Sainte Bible en latin et en françois, suivie d'un dictionnaire étymologique, géographique, et archéologique (1828-1834).
Il avait épousé Amélie Daugny, fille de Benoit Daugny et de Fleurette Mayermarx (1767-1875), dont il eut un fils, Victor-Amédée Barbié du Bocage (1832-1890), lui-même géographe réputé.

## Sources
- Dictionnaire de biographie française
- Notice nécrologique d'Alexandre Barbié du Bocage lue à l'assemblée générale du 27 mars 1835 par M. d'Avezac, Secrétaire général de la commission centrale de la Société de géographie.
- Dominique Lejeune, Les sociétés de géographie en France et l'expansion coloniale au XIXe siècle, Éditions Albin Michel, 1993.